# Bettnessand

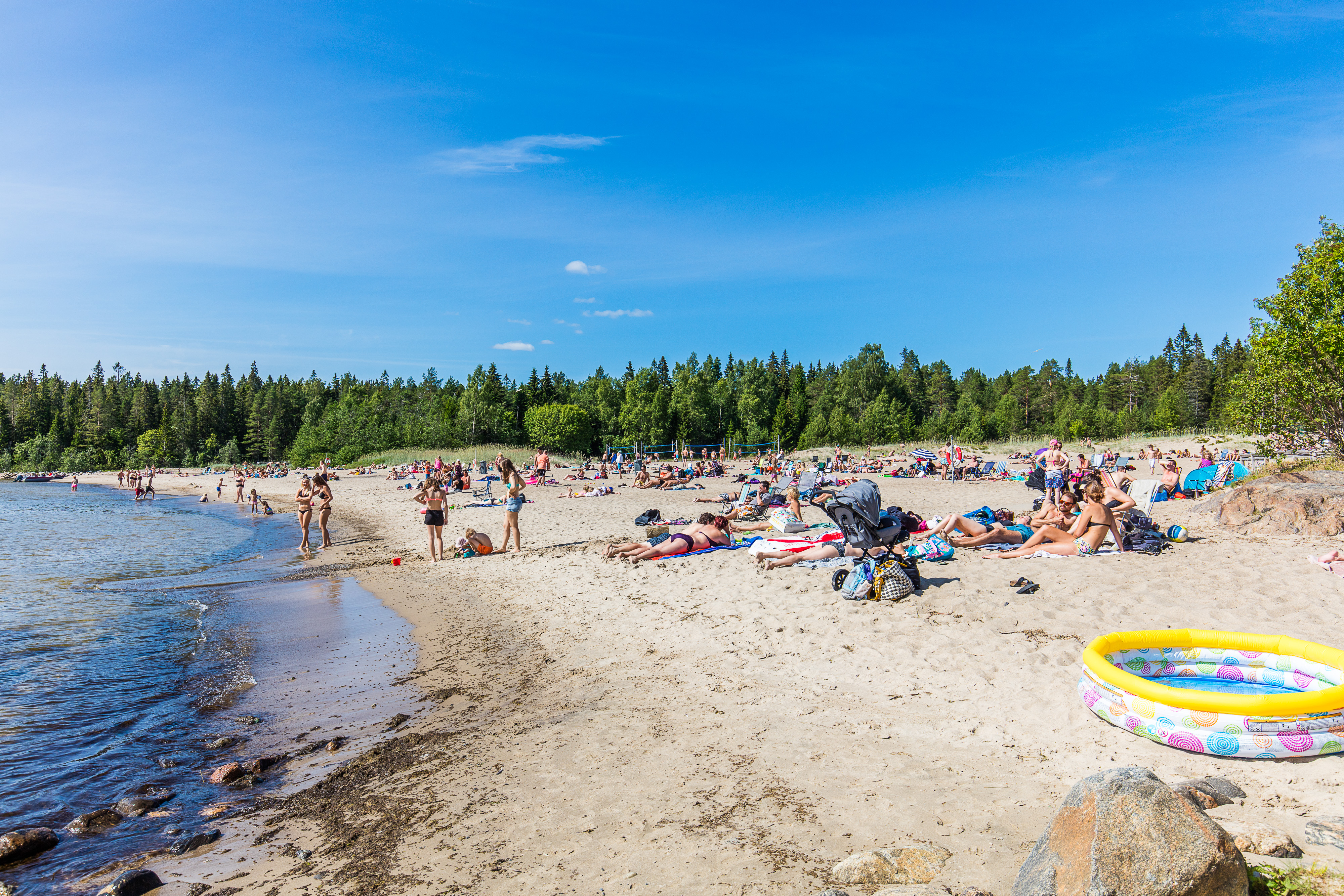
Betnessands havsbad.

Bettnessands havsbad ligger i en havsvik vid Mjölefjärden ca 2 kilometer söder om tätorten i Norrmjöle, ca 22 km söder om Umeå. 
Bettnessand, lokalt ofta kallat Bettnes, är en populär badplats dit många ungdomar åker för att bada och sola. Detta havsbad – som inte ska förväxlas med närbelägna Norrmjöle havsbad – är känt för sin fina sandstrand inramad av flata klippor, och ett flertal beachvolleybollplaner. Den långgrunda viken används också för vindsurfning och Kitesurf.
Under sommarsäsongen finns här också kiosk/servering, omklädningsrum, HC-anpassad toalett, motionsspår och utomhusgym.

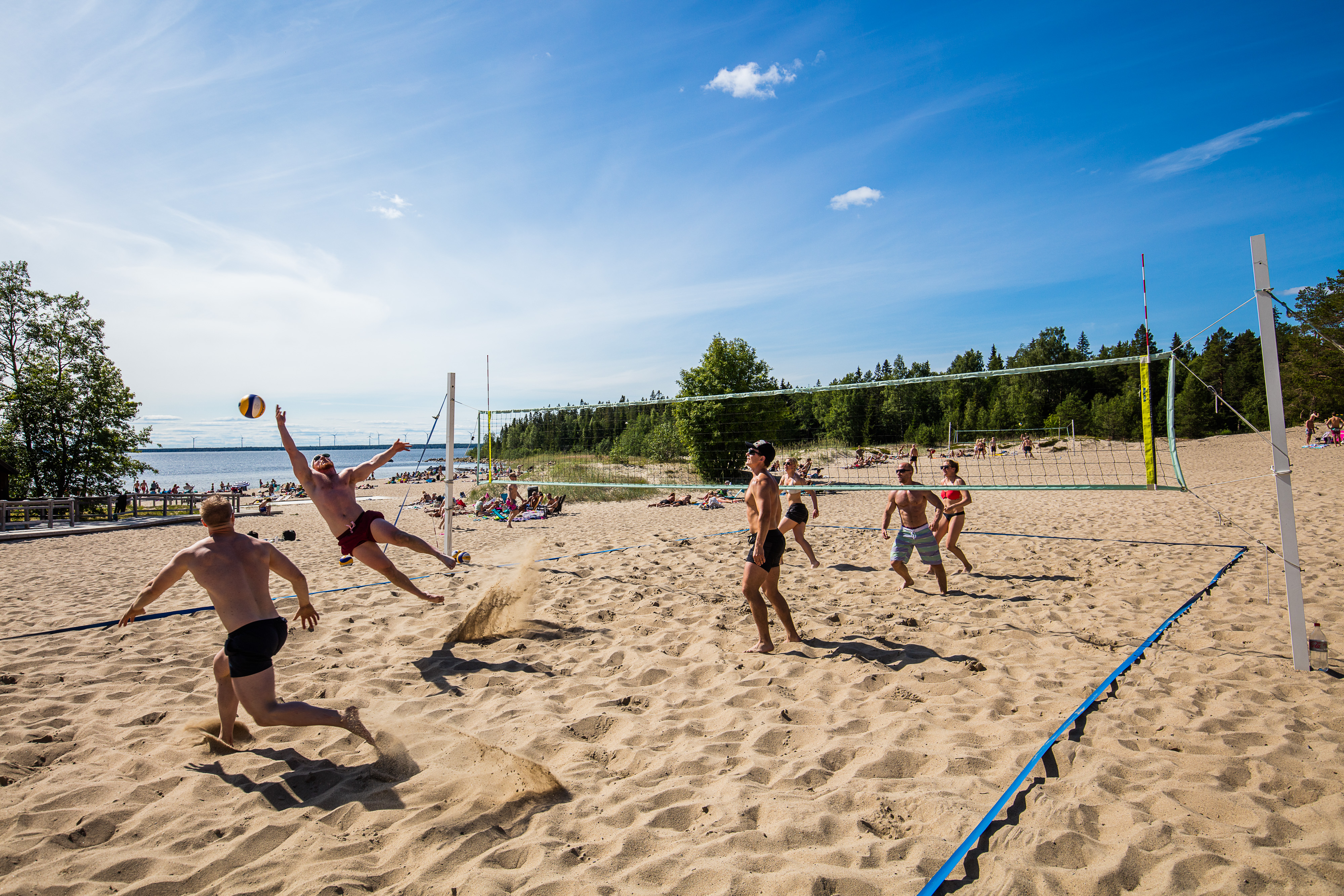
Beachvolleyboll på Bettnes.

## Fler bilder från Bettnessand

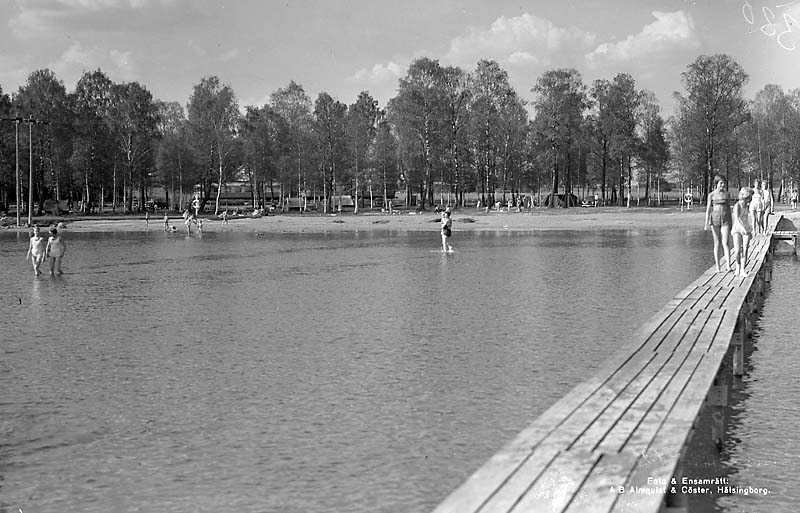
Bettnessands havsbad, troligen 1940-tal
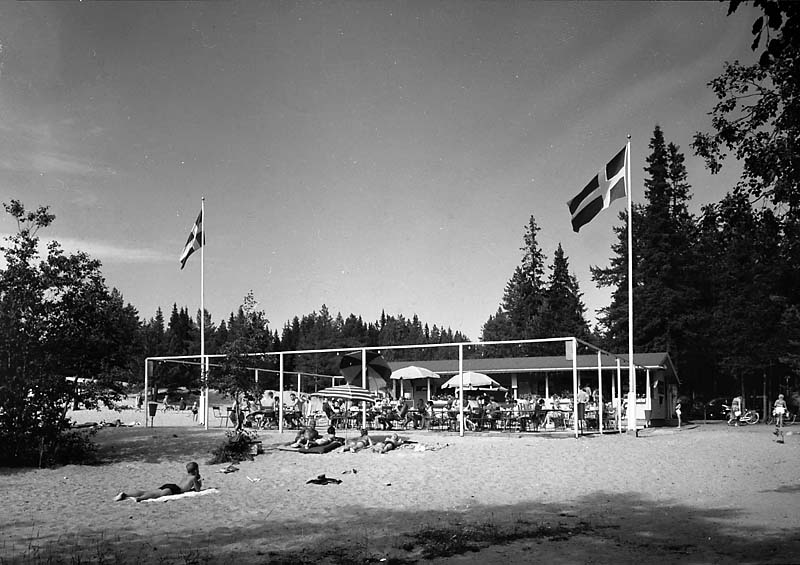
Bettnessands havsbad, trol. 1950-tal
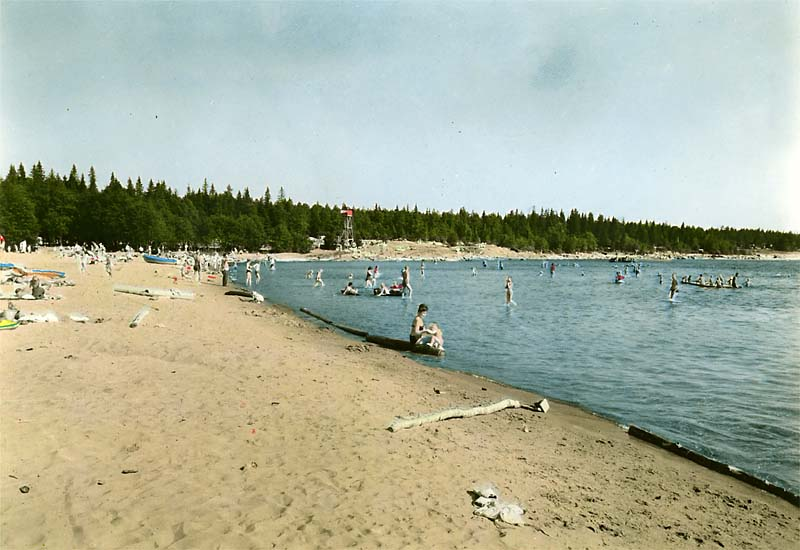
Bettnessands havsbad, trol. 1950-tal (handkolorerad)